# Oksana Məmmədyarova
Oksana Məmmədyarova (ur. 6 kwietnia 1978 w Azerbejdżanie) – azerska siatkarka, grająca jako atakująca. Obecnie występuje w drużynie Lokomotiv Baku.

## Kluby
| Klub           | Kraj        | Od        | Do        |
| Neftyag        | Azerbejdżan | 1997–1998 | 1999–2000 |
| Lokomotiv Baku | Azerbejdżan | 2000–2001 | 2000–2001 |
| Azerrail Baku  | Azerbejdżan | 2001–2002 | 2008–2009 |
| Lokomotiv Baku | Azerbejdżan | 2009–2010 | ....      |

## Sukcesy
- Mistrzostwa Azerbejdżanu
  -  2002, 2003, 2004, 2005
- Puchar CEV
  -  2002